# Amanda du-Pont
Amanda du-Pont (* 26. Juni 1988) ist eine in Swasiland geborene südafrikanische Schauspielerin, Model und Fernsehmoderatorin. Du-Pont ist bekannt für ihre Darstellung von Senna in der CW-Dramaserie Life is Wild und Sharon in dem SABC 3 Comedy-Drama Taryn & Sharon. Derzeit spielt sie die Rolle der Ashley in der Netflix Thriller-Serie Shadow. Sie ist bekannt für ihre Rolle in der SABC 1 Seifenoper Skeem Saam als Nompumelelo 'Lelo' Mthiyane.

## Ausbildung
2011 erwarb Du-Pont einen Bachelor of Arts an der South African School of Motion Picture and Live Performance in Johannesburg. Im Jahr darauf machte sie ihren Abschluss an der New York Film Academy in New York City, wo sie ein Vollstipendium für hervorragende schulische Leistungen erhielt.

## Auszeichnungen
Im Alter von 21 Jahren wurde Du-Pont vom swasiländischen Ministerium für Kunst und Kultur mit einem Preis für ihr Lebenswerk ausgezeichnet, der für ihre frühen Leistungen in Film und Fernsehen und ihre Förderung der swasiländischen Sprache und Kultur verliehen wurde.

## Persönliches Leben
Du-Pont heiratete im Jahr 2020 Shawn Rodriques. Das Paar ließ sich im Januar 2023 scheiden.